# Hinje (gmina Žužemberk)
Hinje – wieś w Słowenii, w gminie Žužemberk. W 2018 roku liczyła 66 mieszkańców.